# Конъян (ван Корё)
Конъян-ван (кор. 공양왕, 恭讓王, Gongyang-wang) — 34-й царь (ван) корейского государства Корё, правивший в 1389—1392 годах. Фамилия — Ван, имя — Ё (кор. 요, 搖, Yo). Он был свергнут Ли Сонге, который затем основал династию Чосон.
Посмертный титул — Конъян-тэван

## Биография
Потомок короля Синджона в седьмом поколении. В 1389 году после свержения короля Чхан-вана был возведен на престол придворной группировкой Ли Сонге. Находился на троне около трех полных лет, с 1389 по 1392 г.
Представители партии радикальных реформаторов предложили провозгласить новую династию, основателем которой выступил бы сам Ли Сонге. После убийства Чон Мончжу, последнего крупного сторонника старой династии, Конъян-ван был свергнут, что ознаменовало конец династии Корё.
Был сначала сослан в Вончжу, а затем в Самчхок, где и был повешен вместе с двумя сыновьями.